# 诺维察·别利察
诺维察·别利察（羅馬化：Novica Bjelica，1983年2月9日—），塞尔维亚男子排球运动员。他曾代表塞尔维亚国家队参加2008年夏季奥林匹克运动会排球比赛，结果获得第五名。